# Lill-Hemlingen
Lill-Hemlingen är en sjö i Örnsköldsviks kommun i Ångermanland och ingår i Gideälvens huvudavrinningsområde. Sjön är 7,2 meter djup, har en yta på 0,363 kvadratkilometer och är belägen 217,1 meter över havet.

## Delavrinningsområde
Lill-Hemlingen ingår i det delavrinningsområde (706337-163144) som SMHI kallar för Utloppet av Lill-Hemlingen. Medelhöjden är 264 meter över havet och ytan är 3,62 kvadratkilometer. Det finns inga avrinningsområden uppströms utan avrinningsområdet är högsta punkten. Vattendraget som avvattnar avrinningsområdet har biflödesordning 3, vilket innebär att vattnet flödar genom totalt 3 vattendrag innan det når havet efter 64 kilometer. Avrinningsområdet består mestadels av skog (75 procent). Avrinningsområdet har 0,36 kvadratkilometer vattenytor vilket ger det en sjöprocent på 10 procent.